# Вињички
Вињички (слч. Viničky) насељено је мјесто са административним статусом сеоске општине (слч. obec) у округу Требишов, у Кошичком крају, Словачка Република.

## Становништво
| Година:    | 1994. | 2004.   | 2014.   | 2024.    |
| ---------- | ----- | ------- | ------- | -------- |
| Број људи: | 499   | 518     | 499     | 449      |
| Разлика:   |       | +3,80 % | -3,66 % | -10,02 % |

| Година:    | 2023. | 2024.   |
| ---------- | ----- | ------- |
| Број људи: | 453   | 449     |
| Разлика:   |       | -0,88 % |

Према подацима о броју становника из 2011. године насеље је имало 510 становника.